# Gian Franco Apóstolo
Gian Franco Apóstolo (Mar del Plata, 23 de mayo de 1989) es un actor, comediante y conductor de televisión argentino, conocido por su interpretación en la película ganadora del Premio Arpa 2011, Poema de salvación. Actualmente, es el conductor de PX Sports, y expareja de la modelo Suly Castillo.

## Biografía
Nacido en la ciudad balnearia bonaerense de Mar del Plata, vivió sus primeros años en Brasil, hasta regresar con sus padres a Berazategui, en el sur del Gran Buenos Aires. En el año 1999, comenzó su carrera en la televisión argentina en el programa Magazine For Fai, emitido por el canal TyC Sports, y América Televisión, conducido por el actor Mex Urtizberea. Desde entonces, comenzó a desarrollar su carrera artística conformada por telenovelas argentinas, teatro, cine y radio.
En 2009 realiza su debut cinematográfico en la película producida por CanZion Films, Poema de salvación, dando vida al personaje de Ángel. En 2015 participa en el largometraje argentino Hortensia con el papel de Jimmy. A mediados de 2017 viajó a México y comienza sus estudios como conductor de televisión en el Centro de Educación Artística de Televisa.
Reside en Ciudad de México, siendo el conductor de PX Sports, canal de deportes extremos que transmite su señal en México, Estados Unidos, Colombia y Argentina.

## Filmografía
| Año  | Título                 | Personaje       | Notas                                                       |
| ---- | ---------------------- | --------------- | ----------------------------------------------------------- |
| 1999 | Magazine For Fai       | Él mismo        | Episodio 4.5.                                               |
| 2009 | Poema de salvación     | Ángel           | Coprotagonista.                                             |
| 2011 | Orillas                | Rodrigo         |                                                             |
| 2011 | Decisiones de vida     | Daniel          | Episodio: «Alta Costura: Ley Piazza». Miniserie.            |
| 2011 | El hombre de tu vida   | Él mismo        | Episodio 1.1.                                               |
| 2013 | Inconsciente colectivo | Gustavo         | Episodio 1.1. Miniserie.                                    |
| 2013 | Dulce amor             | Él mismo        | Invitado especial                                           |
| 2013 | Sos mi hombre          | Ladrón          | 1 episodio                                                  |
| 2014 | El legado              | Él mismo        |                                                             |
| 2015 | Hortensia              | Jimmy           |                                                             |
| 2018 | Como dice el dicho     | Benny           | Episodio: «Amor atrevido siempre ha aparecido».             |
| 2020 | Como dice el dicho     | Noé             | Episodio: «Con la vara que midas serás medido».             |
| 2020 | Como dice el dicho     | Daniel          | Episodio: «Amor irresoluto, mucha flor y poco fruto».       |
| 2021 | Como dice el dicho     | Carlo           | Episodio: «Cada loco con su tema y cada lobo por su senda». |
| 2019 | Esta historia me suena | David           | Episodio: «Ya es muy tarde».                                |
| 2020 | Esta historia me suena | Fabián Quintero | Episodio: «Ya te olvidé».                                   |

## Premios
| Año  | Premio       | Categoría                               | Obra nominada      | Resultado | Ref..  |
| ---- | ------------ | --------------------------------------- | ------------------ | --------- | ------ |
| 2011 | Premios Arpa | Mejor DVD (cortometraje o largometraje) | Poema de salvación | Ganador   | [ 21 ] |